# Paarové
Paarové jsou knížecí rod, pocházející z Lombardie, který se usídlil na českém území v 17. století. Tato rodina se výrazně podílela na organizaci rakouského poštovnictví na českém území v 17.–19. století.

## Historie

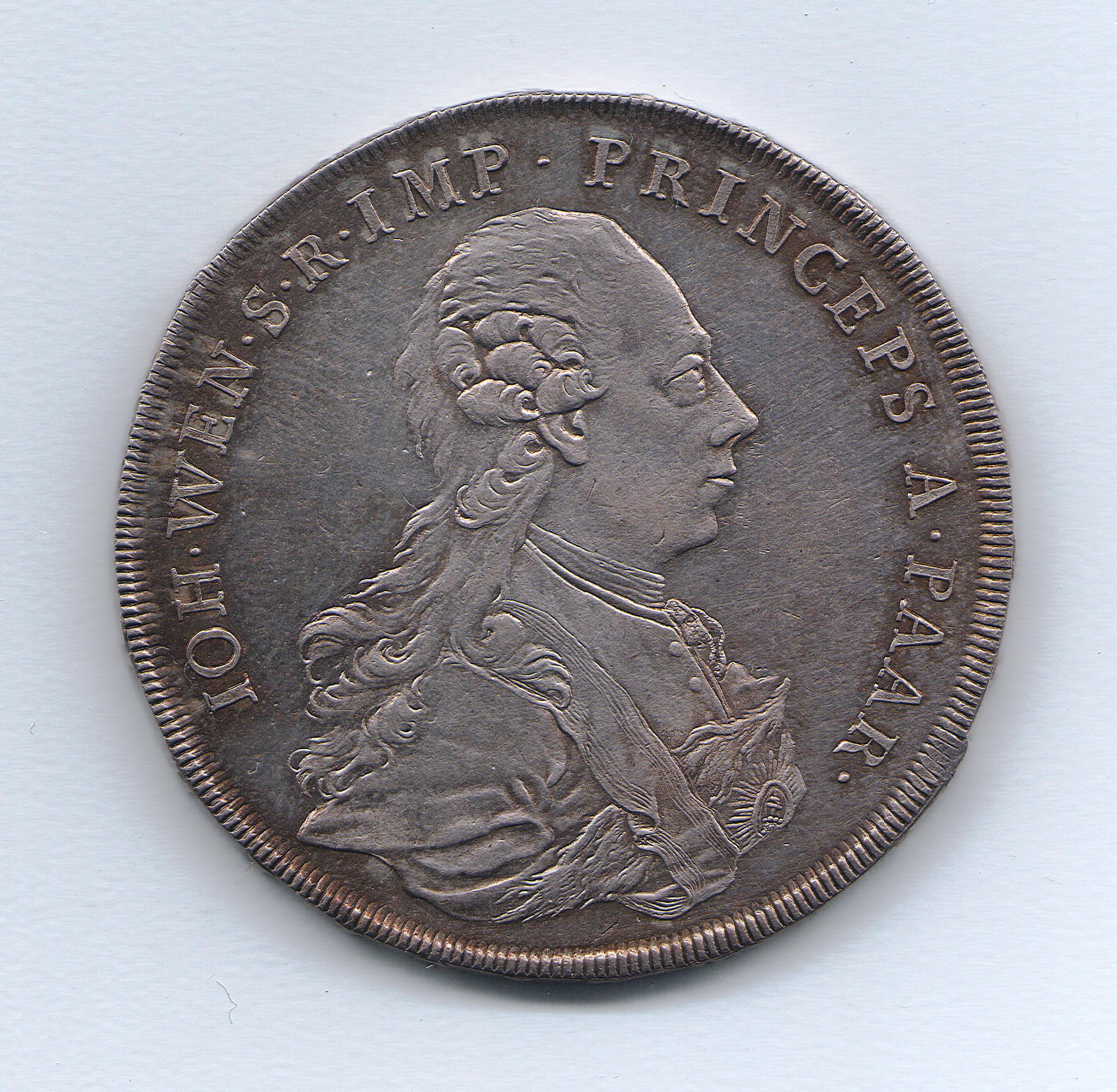
Jan Václav Paar

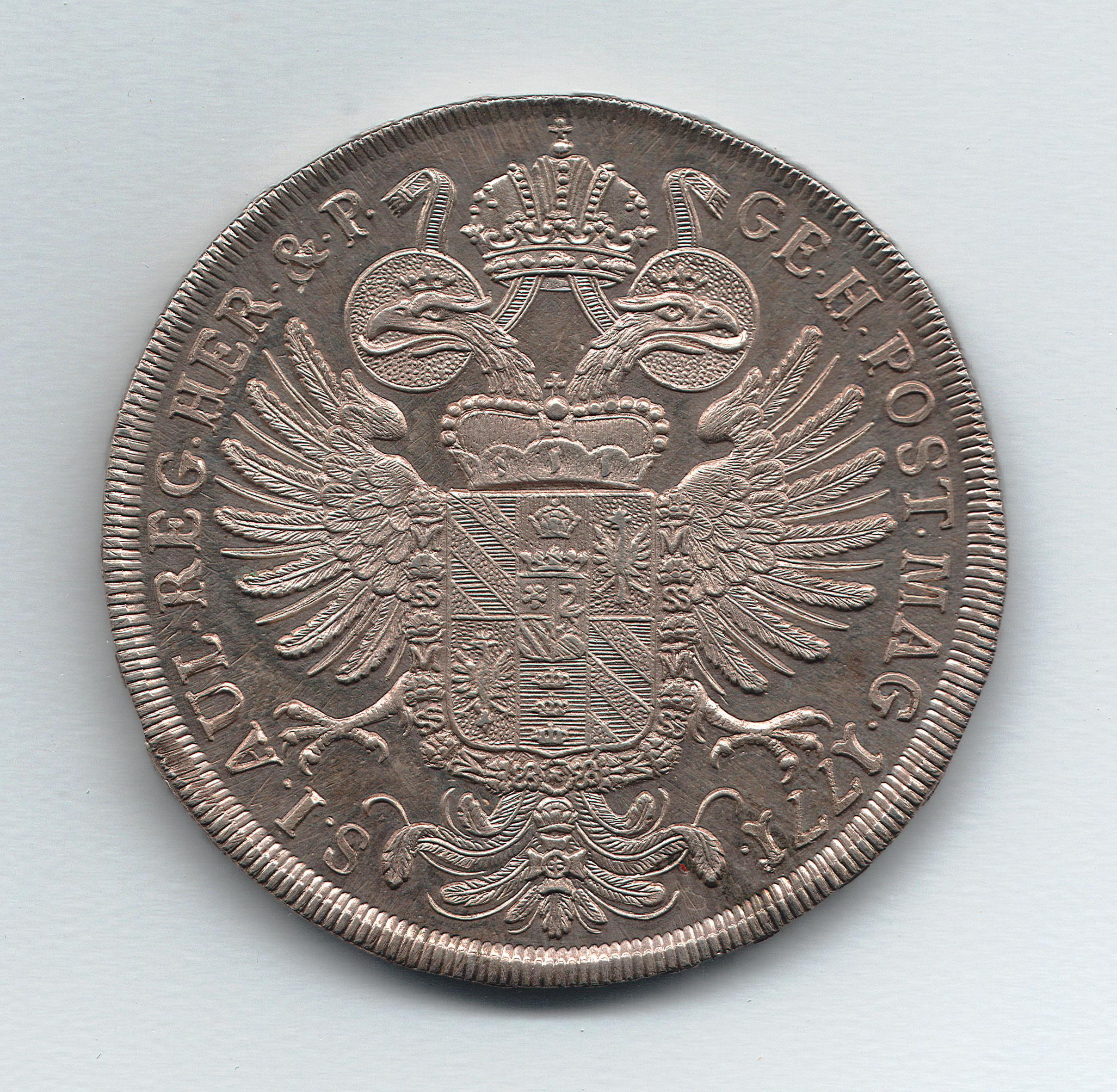
Tolar (1771)

Do 15. století patřili Paarové mezi nevýrazné rody, tudíž se o nich nedochovalo příliš zmínek.
V 15. století se Martin Paar stal nejvyšším poštmistrem v Uhrách, jeho syn zastával stejný úřad v Nizozemsku. Druhý Martinův syn, Jan, zakoupil poštmistrovství od arciknížete Karla ve Štýrsku.
V roce 1606 bylo několik členů rodu, bratři a bratranci, povýšeno do stavu říšských svobodných pánů. Z nich Jan Kryštof Paar pokračoval v rodinné tradici a v roce 1630 získal výnosné dědičné poštmistrovství pro Čechy, Moravu, Uhersko a Rakousko. Mohl se tudíž psát jako nejvyšší dědičný poštmistr, zatímco ostatní byli dědičnými poštmistry. Znamenalo to pro ně velmi výnosný obchod, na kterém značně zbohatli. Byli konkurenty rodu Thurn a Taxis, který měl poštmistrovská práva v jiných zemích Svaté říše římské.
Jan Kryštof se trvale usadil v Čechách, kde koupil Měcholupy s Deštnicí, Veletice a Kestřany. Časem se rodové panství rozrostlo o Zdechovice, Bechyni či Vysoké Veselí a Nusle (zámek). Jan Kryštof, který byl také císařským komořím, obdržel v roce 1636 příslib povýšení do stavu říšských hrabat, zemřel však ještě v témže roce. Až jeho potomek Karel se skutečně dne 21. října 1652 stal říšským hrabětem. Jan Kryštof měl za manželku Františku Polyxenu ze Švamberka. Po smrti Adama ze Švamberka mu císař udělil právo umístit do svého erbu i znak Švamberků.
Dvorské poštmistrovství si Paarové ponechali do roku 1720, v roce 1722 byla poštovní síť zestátněna a jim zůstal pouze čestný titul Nejvyšší dvorský a generální dědičný poštmistr.
V roce 1769 povýšil Jan Václav do knížecího stavu a vyměnil Budišov za Kardašovu Řečici a stavebně se projevil zejména u zámku v Bechyni. Jan Karel Paar (1772–1819) se účastnil napoleonských válek, Ludvík se stal vyslancem ve Švédsku, i další členové rodu působili v diplomatických a vojenských funkcích.
Alfons Paar (1903–1979) byl signatářem Národnostního prohlášení české a moravské šlechty v září 1939.
Jelikož rodinu postihly konfiskace až po roce 1948, mohli Paarovi po roce 1989 uplatňovat restituční nároky a vrátit se z ciziny, kam dříve emigrovali. Rodový majetek, například zámek v Bechyni, jim byl částečně navrácen, ale vzápětí byl rodový majetek vložen do společnosti APS ovládané Čechošvýcarem Josefem Šťávou a nakonec odprodán.
V letech 1995–1996 byl Karel Eduard Paar (* 1934, syn Alfonse narozeného roku 1903) pražským velkopřevorem Maltézského řádu, v letech 2004 až 2011 vykonával tento úřad podruhé, pro svůj zdravotní stav se ho zřekl a zůstává emeritním velkopřevorem. Tento řád, který je zároveň suverénním státem, po roce 1989 opět obnovil svou činnost na českém území a v původní budově velkopřevorství v Praze na Malé Straně.
Hlavou rodu byl od roku 1979 Karlův starší bratr Alfons Václav 7. kníže Paar (1932–2016), který žil v italsky mluvící části Švýcarska, nyní je nejstarším členem rodiny Karel.

## Osobnosti
- Karel Josef Paar (1654–1725), c. k. tajný rada, komoří, rytíř Řádu zlatého rouna
- Josef Ignác Paar (1660–1735), c. k. tajný rada, komoří, nejvyšší hofmistr císařovny Amálie Vilemíny, rytíř Řádu zlatého rouna
- Jan Václav Paar (1719–1792), c. k. tajný rada, komoří, 1769 povýšen na knížete
- Václav Paar (1744–1812), c. k. tajný rada, komoří, mecenáš umění
- Jan Karel Paar (1772–1819), c. k. generálmajor
- Karel Paar (1806–1881), dědičný člen rakouské panské sněmovny, rytíř Řádu zlatého rouna
- Ludvík Paar (1817–1893), rakousko-uherský diplomat, velvyslanec ve Vatikánu 1873 1888
- Karel Jan Václav Paar (1834–1917), dědičný člen rakouské panské sněmovny, rytíř Řádu zlatého rouna
- Eduard Paar (1837–1919), c. k. generálplukovník, generální pobočník císaře Františka Josefa 1887–1916, rytíř Řádu zlatého rouna
- Alois Paar (1840–1909), c. k. generál jezdectva
- Karel Eduard Paar (* 1934), velkopřevor Maltézského řádu v Čechách

## Rodová sídla
- Hartberg (1571–1634), (1756–1981)[7]
- Palác Paarů ve Vídni
- Měcholupy (1624–1690)[8]
- Bechyně (1761–1948), hlavní rodové sídlo v Čechách[9]
- Kardašova Řečice (1768–1930)[10]
- Pluhův Žďár (1793–1928)[11]
- Dražíč (1806–1924)[12]
- Opařany (1825–1889)[13]
- Zdechovice (1722–1889)[14]
- Budišov (1715–1766)[15]
- Smiřice (1715–1780)[16]
- Jeřice (1748–1852)[17]
- zaniklá tvrz v pražských Vršovicích (1793–1797) a Nuselské panství[18][19]
- Dobronice (1825–1948)[20]

## Erb
V průběhu staletí se podoba znaku vyvíjela, k modrým a zlatým pruhům a černé orlici na zlatém podkladu přibyla po zděděném panství rožmberská růže a švamberská labuť.

## Příbuzenstvo
Spojili se se Švamberky, Šternberky, Lichtenštejny či Windischgrätzi.